# Conrad Arthur Schlaepfer
Conrad Arthur Schlaepfer (* 18. Juli 1900 in St. Gallen, Schweiz; † 7. Februar 1990 in Zürich, Schweiz) war ein Schweizer Dokumentarfilmer, Filmproduzent, Filmfunktionär, Kinobetreiber und Medienmanager.

## Leben und Wirken
Der Sohn des Ingenieurs Ulrich Arthur Schlaepfer ging in Zürich zur Schule, wo er auch sein Abitur (Matura) ablegte. Schlaepfer besuchte anschließend eine Handelsschule und die Technische Hochschule in Zürich. In späteren Jahren ließ er sich bei der BBC in London und bei der Télévision Française in Paris in Fernsehfragen unterweisen. Von 1922 bis 1937 wirkte Conrad Schlaepfer für das Schweizer Schul- und Volkskino (SSVK) und stellte für diese Institution als Regisseur eine Fülle von Lehrfilmen her. Später (von 1925 bis 1937) war er beim SSVK auch Direktionsmitglied. Die von Schlaepfer hergestellten Dokumentar- und Lehrfilme führten ihn u. a. nach Griechenland, Palästina, Ceylon, Ägypten, Indonesien und in die Türkei. 1928 war er an der Gründung des Bundes Schweizer Kulturfilmgemeinden beteiligt und leitete von 1930 bis 1941 als Präsident die Zürcher Sektion. 1932 gründete er die Publikumsvereine Film-Studio und Groupement cinématographique Franco-Suisse. Als Gründer (1937) wirkte Schlaepfer bis 1962 auch als Direktor der Pro Film in Zürich.
Obwohl sich Conrad A. Schlaepfer im Wesentlichen als Filmfunktionär und als Hersteller von Dokumentar- bzw. Kulturfilmen betätigt hatte und nur sehr wenige Spielfilme, darunter lediglich zwei abendfüllende, produzierte, hat er sich in der Schweizer Kinogeschichte mit einer einzigen Produktion einen Namen gemacht. Seine von Hans Trommer und Valérien Schmidely inszenierte Fassung von Gottfried Kellers Novelle Romeo und Julia auf dem Dorfe erhielt 1941 überragende Kritiken und gilt als eines der zentralen Filmkunstwerke der Eidgenossenschaft zur Zeit der „Goldenen Ära“ (1938 bis 1945). Dennoch entschied sich Schlaepfer im Anschluss daran, seine Arbeit für den Kinospielfilm nicht mehr fortzusetzen und kehrte zum Dokumentarfilm zurück. An der Herstellung von über 200 Auftragsfilmen, darunter auch solche für bundesrepublikanische Produzenten, soll er beteiligt gewesen sein. 

## Filmografie
(Co-)Regie bei kurzen oder abendfüllenden Dokumentarfilmen, wenn nicht anders angegeben
- 1934: Wilhelm Tell (Co-Produktionsleitung, Spielfilm)
- 1935: Zyt ischt Gält (Werbekurzfilm mit Spielhandlung, Produktionsleitung)
- 1937: Reisbau auf Bali
- 1937: Tänze auf Bali
- 1937: Grand Canyon
- 1937: Tropen, Tempel, Träume
- 1939: Füür im Huus! (Produktion. Werbefilm mit Spielhandlung)
- 1940: Mein Traum/My Dream (Spielfilm, Produktion)
- 1941: Romeo und Julia auf dem Dorfe (Spielfilm, Produktion)
- 1950: Reiseziel Ägypten
- 1950: Bubu im Zoo
- 1950: Wahrheit oder Schwindel? (halbdokumentarischer Spielfilm, Produktion)
- 1954: Ein Landsgemeindesonntag in der Schweiz
- 1957: Traum und Wirklichkeit (Werbekurzfilm, Produktion)